# Mecometopus bicinctus
Mecometopus bicinctus là một loài bọ cánh cứng trong họ Cerambycidae.